# Prostaglandina

Estructura química de la prostaglandina E_{1} (PGE_{1}).

Las prostaglandinas son un conjunto de sustancias de carácter lipídico derivadas de los ácidos grasos de 20 carbonos (eicosanoides), que contienen un anillo ciclopentanona  y constituyen una familia de mediadores celulares, con efectos diversos, a menudo contrapuestos. Las prostaglandinas afectan y actúan sobre diferentes sistemas del organismo, incluyendo el sistema nervioso, el músculo liso, la sangre y el sistema reproductor; juegan un papel importante en regular diversas funciones como la presión sanguínea, la coagulación de la sangre, la respuesta inflamatoria alérgica y la actividad del aparato digestivo. 

## Historia y nombre
El nombre prostaglandina proviene de la glándula prostática. Cuando las prostaglandinas fueron aisladas por primera vez en el líquido seminal en 1935, se creyó que formaba parte de las secreciones de la próstata. En 1971, se descubrió que el ácido acetilsalicílico (aspirina) y sus derivados pueden inhibir la síntesis de prostaglandinas. Los bioquímicos Sune Karl Bergström, Bengt Samuelsson y John Robert Vane recibieron juntos en 1982 el Premio Nobel en Fisiología y Medicina por sus investigaciones sobre las prostaglandinas.

## Síntesis de las prostaglandinas
Se sintetizan a partir de los ácidos grasos esenciales por la acción de diferentes enzimas como ciclooxigenasas, lipooxigenasas, el citocromo P-450, peroxidasas, etc. La ciclooxigenasa da lugar a prostaglandinas, tromboxano A-II y prostaciclina (PGI2); la lipooxigenasa da lugar a los ácidos HPETEs, HETE y leucotrienos; el citocromo P-450 genera HETEs y hepóxidos (EETs). La vía por la cual el ácido araquidónico se metaboliza a eicosanoides depende del tejido, la fosfolipasa A2, del estímulo, de la presencia de inductores o inhibidores endógenos y farmacológicos, etc. 

## Función de las prostaglandinas
Las prostaglandinas deben ejercer su efecto sobre las células de origen y las adyacentes, actuando como hormonas autocrinas y paracrinas, siendo destruidas en los pulmones. Las acciones son múltiples y algunas tienen utilidad práctica, como la PGE1, que se utiliza en clínica para mantener abierto el conducto arterioso, en niños con cardiopatías congénitas (alprostadil) y para el tratamiento o prevención de la úlcera gastroduodenal (misoprostol). La PGE2 (dinoprostona) se emplea como oxitocina en la inducción del parto, la expulsión del feto muerto y el tratamiento de la mola hidatiforme o el aborto espontáneo.
Se pueden resumir las funciones de las prostaglandinas en cinco puntos:
1. Intervienen en la respuesta inflamatoria: vasodilatación, aumento de la permeabilidad de los tejidos permitiendo el paso de los leucocitos, antiagregante plaquetario, estímulo de las terminaciones nerviosas del dolor, etc.
2. Aumento de la secreción de mucus gástrico, y disminución de secreción de ácido gástrico.
3. Provocan la contracción de la musculatura lisa. Esto es especialmente importante en la del útero de la mujer. En el semen humano hay cantidades pequeñas de prostaglandinas para favorecer la contracción del útero y como consecuencia el ascenso de los espermatozoides a las trompas uterinas (trompas de falopio). Del mismo modo, son liberadas durante la menstruación, para favorecer el desprendimiento del endometrio. Así, los dolores menstruales son tratados muchas veces con inhibidores de la liberación de prostaglandinas.
4. Intervienen en la regulación de la temperatura corporal.
5. Controlan el descenso de la presión arterial al favorecer la eliminación de sustancias en el riñón.

Las prostaglandinas tienen efectos importantes en el músculo y las plaquetas, así como en el sistema nervioso, órganos endocrinos y el tejido graso.
- Inflamación: Los eicosanoides, compuestos derivados de las prostaglandinas, se liberan cuando el cuerpo responde a una infección o lesión. Ayudan a que los vasos sanguíneos se dilaten (se ensanchen) y permiten que las células inmunitarias lleguen al área afectada, lo que contribuye a la inflamación y el dolor.
- Células sanguíneas: Las prostaglandinas afectan las plaquetas (células que ayudan a coagular la sangre). Algunas prostaglandinas inhiben la formación de coágulos, mientras que otras la promueven. Además, regulan la respuesta inflamatoria al inhibir la función de ciertas células del sistema inmunológico.
- Sistema cardiovascular: Las prostaglandinas producidas por las paredes de los vasos sanguíneos ayudan a regular la presión arterial, promoviendo la dilatación de los vasos. También mantienen el equilibrio entre la formación y prevención de coágulos sanguíneos, lo que es crucial para la salud del sistema cardiovascular.
- Pulmón: En los pulmones, las prostaglandinas juegan un papel importante en las respuestas inflamatorias y del sistema inmunitario. Algunas contraen los bronquios, mientras que otras los dilatan. Aunque una prostaglandina llamada PGE2 relaja los bronquios, si se inhala puede causar broncoespasmos.
- Riñón: Los riñones producen varias prostaglandinas que ayudan a regular el flujo de sangre y la producción de orina. Estas sustancias dilatan los vasos sanguíneos en los riñones, lo que mejora la eliminación de sal y agua, y también regulan la liberación de una hormona llamada renina, que controla la presión arterial.
- Sistema nervioso: Las prostaglandinas juegan un papel en la fiebre y el dolor. Cuando hay infecciones o lesiones, pueden aumentar la sensibilidad al dolor, haciendo que estímulos como el calor o la presión sean más dolorosos. Además, participan en la regulación de la temperatura corporal durante las infecciones.
- Sistemas reproductor y endocrino: Las prostaglandinas se encuentran en concentraciones muy altas en el semen y en el sistema reproductor femenino, como el útero. Ayudan en procesos como la fecundación, el parto y la erección. También actúan como mediadores entre señales nerviosas y hormonales en órganos endocrinos.
- Tracto gastrointestinal: Las prostaglandinas pueden reducir la producción de ácido en el estómago y proteger el revestimiento estomacal, evitando lesiones por ácidos. También influyen en la velocidad del tránsito intestinal y la cantidad de agua y sales que el intestino secreta, lo que puede causar diarrea en situaciones de inflamación o infección.

## Prostaglandinas y antiinflamatorios no esteroides (AINE)
Dado que las prostaglandinas (PG) participan en las respuestas inflamatorias al estimular las terminales nerviosas del dolor, los antiinflamatorios no esteroides (AINEs), como el ibuprofeno, actúan inhibiendo la ciclooxigenasa y así, la producción de PG. Por otra parte, las prostaglandinas se ocupan de mantener la integridad y proliferación de la mucosa gástrica, al asegurarle un adecuado riego sanguíneo. La mucosa gástrica es uno de los mecanismos de protección del estómago frente a los agentes agresivos como el ácido clorhídrico y la pepsina. Entonces, los AINEs, al inhibir a las PG, dejan a la mucosa gástrica vulnerable frente al ácido del estómago y aumenta el riesgo de sufrir erosiones y úlceras.

### Tipos
Tabla de comparación de los tipos de prostaglandinas prostaciclina I2 (PGI2), prostaglandina E2 (PGE2) y prostaglandina F2α (PGF2α).
| Tipo  | Receptor      | Función |
| ----- | ------------- | --- |
| PGI2  | IP2           | - vasodilatación - Inhibe la agregación plaquetaria |
| PGE2  | EP1           | - Broncoconstricción - Tracto gastrointestinal: contracción del músculo liso |
| PGE2  | EP2           | - Broncodilatador - Tracto gastrointestinal: relaja el músculo liso - Vasodilatación |
| PGE2  | EP3           | - ↓ Secreción ácida del estómago - ↑ Secreción mucosa del estómago - En embarazadas: contracción uterina, dilatación y borramiento cervical - Contracción del músculo liso del estómago - Vasodilatación. - Broncodilatación - Inhibe la lipólisis - ↑ autonómico neurotransmisores |
| PGE2  | Inespecíficos | - calvicie - Pirógeno |
| PGF2α | FP            | - Contracción uterina - Broncoconstricción - Vasoconstricción en la mayoría de los lechos vasculares - Aumento de flujo de salida del humor acuoso (Véase Latanoprost (PGF2a) ) |

## Función fisiológica vascular
Las prostaglandinas tienen efecto sobre la resistencia vascular cortical renal, produciendo un aumento del flujo sanguíneo cortical renal con el consiguiente aumento del volumen intracelular y disminución de la resistencia periférica. De esta manera, junto con la hormona ADH y con la aldosterona, regulan de forma hormonal la presión arterial. El uso de cualquier antiinflamatorio no esteroideo (AINE) tiene el efecto acompañante de un aumento del riesgo de padecer episodios cardiovasculares (RCV), con excepción de la aspirina que a dosis de 75 mg V.O. al día podría tener un efecto protector, no estando desprovisto su uso de los clásicos efectos secundarios adversos gastrointestinales (úlceras, sangrados...), y en menor grado, quizás también tendría pocos efectos lesivos sobre el RCV el Meloxicam. Los AINE, especialmente en combinación con algún otro tipo de medicamentos (IECA, etc.), pueden tener efectos negativos sobre la función renal, tanto agudos como a largo plazo. Como con todos los medicamentos, los efectos de unos y otros AINE varían de unas personas a otras, debido sobre todo a lo que hoy se conoce como diferencias farmacogenéticas.

## Prostaglandinas y calvicie
Científicos estadounidenses encontraron que los niveles de la proteína prostaglandina D sintasa eran elevados en las células de los folículos pilosos localizados en parches de calvicie en el cuero cabelludo, pero no en las áreas con pelo, elevando la posibilidad de desarrollar un tratamiento para detener o incluso revertir el adelgazamiento del cabello y la posterior calvicie. Según revelaron en la revista Science Translational Medicine, ya están en desarrollo medicamentos que atacan ese proceso. La investigación podría conducir hasta una crema para tratar la calvicie.

## Prostaglandinas y cáncer
En la síntesis de prostaglandinas intervienen dos enzimas principalmente: la ciclooxigenasa 1 (COX-1) y ciclooxigenasa 2 (COX-2). En determinados procesos patológicos como en inflamaciones y neoplasias, existe una sobreexpresión de la enzima COX-2, que cataliza prostaglandinas como la PGE2 que estimula la angiogénesis y la progresión tumoral. Los antiinflamatorios no esteroideos (AINE), especialmente la aspirina, reducen el riesgo de padecer cáncer, como el cáncer de mama, de colon y de próstata. Se especuló que los inhibidores selectivos de la COX-2, como el celecoxib así como el sulindac, mantendrían esta acción, aunque todavía debe confirmarse en ensayos clínicos. [faltan referencias]